# Arte povera

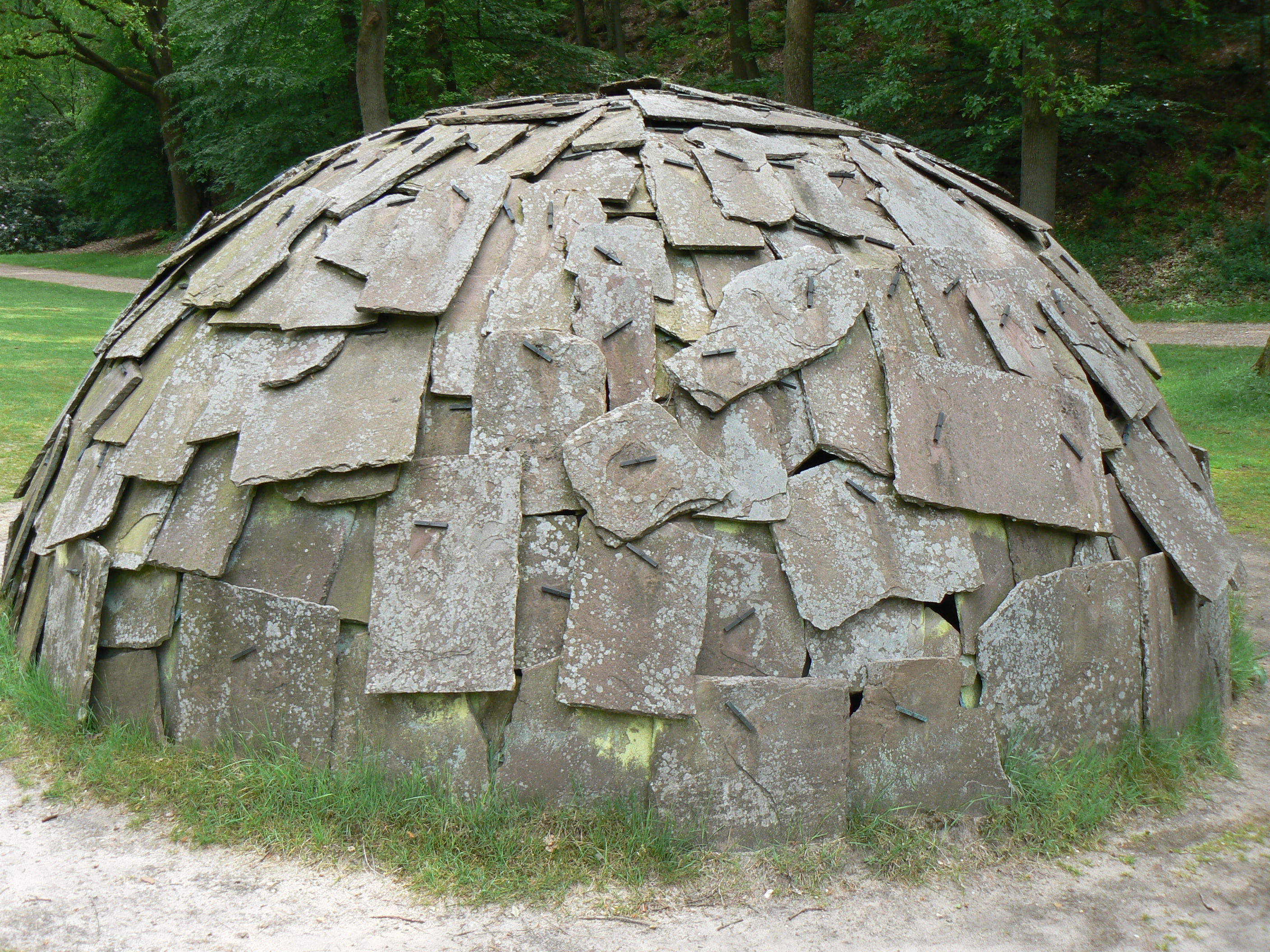
Igloo, Mario Merz

Arte povera (wł. sztuka uboga, sztuka biedna) – ruch artystyczny rozwijający się w latach 1967–77. W 1967 roku włoski krytyk sztuki Germano Celant użył tego terminu opisując prace grupy włoskich artystów, których cechą charakterystyczną było eksponowanie surowości materiałów – metalu, gałęzi, szkła, kamienia, gazet, szmat. Posługiwanie się przedmiotami pospolitymi miało być odwrotem od tradycyjnej tzw. wysokiej sztuki.
Przez używanie w procesie twórczym „bezwartościowych” materiałów, nieartyst. i prymitywnych surowców (...) a.p. dąży do pozbawienia gotowego dzieła wartości przedmiotowych i komercyjnych. Akcentuje kreacyjną rolę procesu  myślowego.

## Artyści związani z nurtem arte povera
- Piero Manzoni
- Michelangelo Pistoletto
- Giovanni Anselmo
- Pino Pascali
- Alighiero Boetti
- Pier Paolo Calzolari
- Luciano Fabro
- Jannis Kounellis
- Mario Merz
- Marisa Merz
- Giulio Paolini
- Giuseppe Penone
- Emilio Prini
- Gilberto Zorio